# Mirhipipteryx lineata
Mirhipipteryx lineata är en insektsart som beskrevs av Günther, K.K. 1989. Mirhipipteryx lineata ingår i släktet Mirhipipteryx och familjen Ripipterygidae.

## Underarter
Arten delas in i följande underarter:
- M. l. anchicayensis
- M. l. lineata